# Cikalove, Nikopol
Cikalove (în ucraineană Чкалове) este o comună în raionul Nikopol, regiunea Dnipropetrovsk, Ucraina, formată numai din satul de reședință.

## Demografie
Componența lingvistică a satului Cikalove
     Ucraineană (92,79%)
     Rusă (6,66%)
     Alte limbi (0,1%)
Conform recensământului din 2001, majoritatea populației satului Cikalove era vorbitoare de ucraineană (92,79%), existând în minoritate și vorbitori de rusă (6,66%).